# Осада Арациллума
Осада Арациллума — осада города Арациллум во время Кантабрийских войн в 25 г. до н. э. войсками Римской империи, состоявшими из пяти римских легионов под командованием Гая Антистия Вета. Город обороняли войска народа кантабров, укрепивших крепость на холме в Арацилле. Битва привела к победе римлян.
Арациллум подвергся ожесточенной осаде римлян, которые в конечном итоге захватили поселение. Римский полководец Гай Антистий Вет взял на себя командование легионами Цезаря, когда Август заболел во время кампании (хотя Цезарь сам провел большинство сражений в этой кампании).
Городище какое-то время могло противостоять римским войскам, но в конце концов форт был окружен тремя римскими лагерями. Римляне построили более 20 километров стен, зубчатых стен и траншей (circumvallatio), чтобы заманить защитников в ловушку внутри форта и предотвратить проникновение какой-либо помощи или подкрепления. Перед лицом голодной смерти многие кантабрийские воины вместо этого предпочли покончить жизнь самоубийством, чем умереть от голода или попасть в плен и превратиться в рабов.
Традиционно идентифицируемый как Арадильос (Кампу-де-Энмедио), никогда не было никаких конкретных сведений о фактическом месте битвы.